# تجنب ضريبي

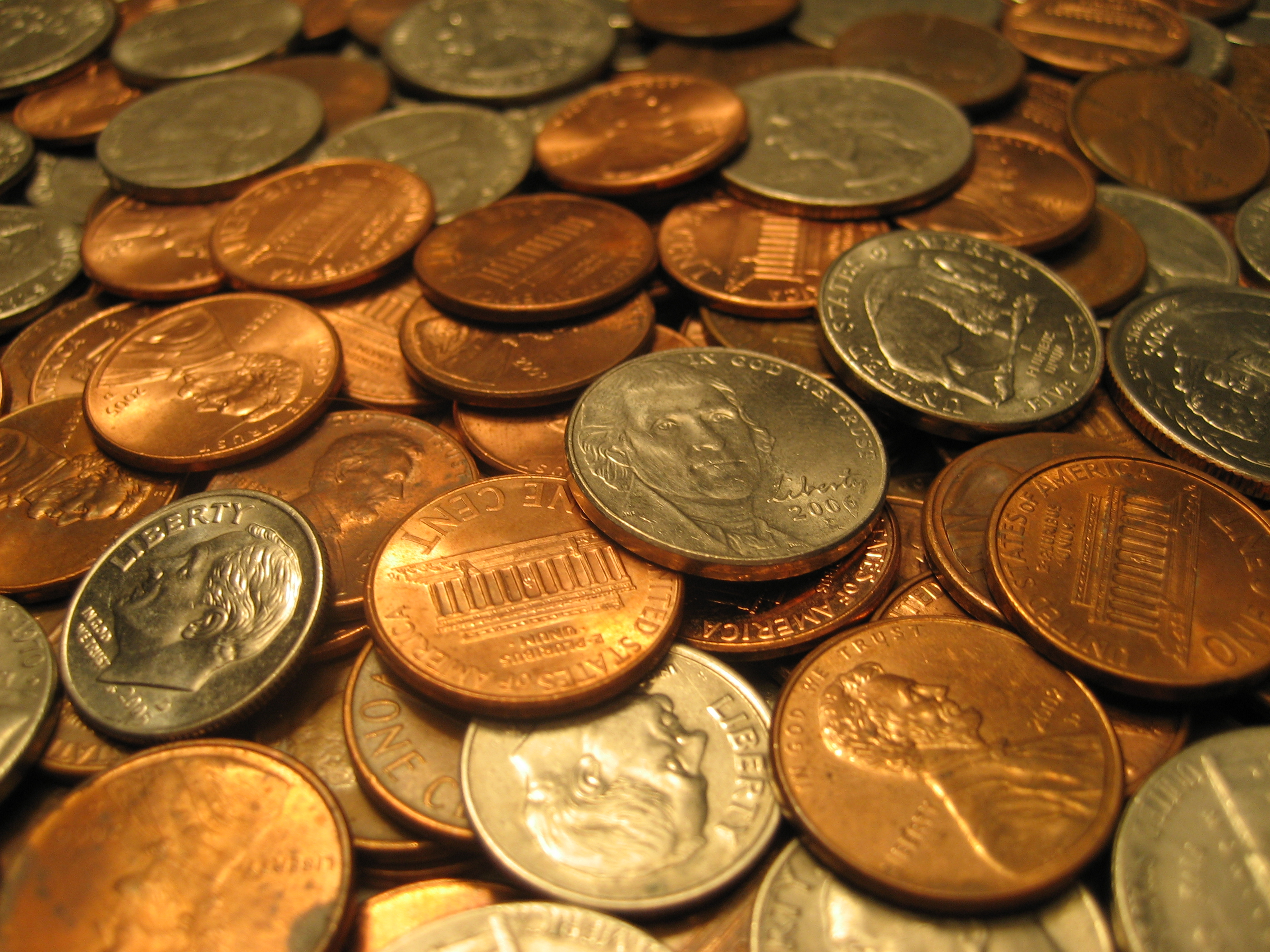

التجنب الضريبي هو تجنب سداد الالتزام الضريبى سواءً بشكل كلى أو جزئي وذلك بأشكالٍ قانونية أو عن طريق الاستفادة من بعض الثغرات في التشريعات الضريبية أو عن طريق التلاعبات التي قد تنشأ من المعاملات بين الأطراف ذات العلاقة والتي يتوجب توفير إفصاح كامل عنها في البيانات المالية ليوضح أن تلك المعاملات تمت وفقاً لمبدأ الحيادية وذلك وفقاً للمعايير المحاسبية الدولية، أيضاً قد ينشأ التجنب الضريبي نتيجة اتباع ما يسمى بالتسعير التحويلى بين الشركات وفروعها الداخلية أو الخارجية والشركات متعددة الجنسيات.
وفي حين أن أشكال التجنب الضريبي التي تستخدم قوانين الضرائب بطرق غير مقصودة من قبل الحكومات يمكن اعتبارها قانونية، فإنها لا تعتبر على الإطلاق أخلاقية عند محكمة الرأي العام ونادرًا ما تعتبر كذلك في الصحافة. تواجه العديد من الشركات والأعمال التي تشارك في هذه الممارسة ردة فعل عنيفة، إما من عملائها النشطين أو عبر الإنترنت. وعلى العكس من ذلك، يُشار أحيانًا إلى الاستفادة من قوانين الضرائب بالطرق التي كانت تقصدها الحكومات باسم «التخطيط الضريبي». يدعم تقرير التنمية في العالم لعام 2019، الصادر عن البنك الدولي حول مستقبل العمل، الجهودَ الحكومية المتزايدة للحد من التجنب الضريبي كجزء من عقد اجتماعي جديد يركز على استثمارات رأس المال البشري والحماية الاجتماعية الموسعة.
تشير خطط التخفيف الضريبي، «العنف الضريبي»، أو «التجنب الضريبي العنيف»، أو «الحياد الضريبي»، إلى مخططات متعددة الأقاليم التي تقع في المنطقة الرمادية بين التجنب الضريبي المعتاد والمقبول بشكل جيد (مثل شراء السندات البلدية في الولايات المتحدة) والتملص من دفع الضرائب، ولكن يُنظر إليها على نطاق واسع على أنها غير أخلاقية، خاصة إذا كانت متورطة في تحويل الأرباح من المناطق ذات الضريبة المرتفعة إلى المناطق ذات الضريبة المنخفضة والمناطق المتعارف على أنها ملاذات ضريبية. منذ عام 1995، حُوِّلت تريليونات الدولارات من منظمة التعاون الاقتصادي والتنمية والبلدان النامية إلى الملاذات الضريبية باستخدام هذه المخططات.
صدرت قوانين تعرف باسم القوانين العامة لمكافحة التجنب تحظر تجنب «العنف الضريبي» في عدة بلدان ومناطق من بينها كندا وأستراليا ونيوزيلندا وجنوب أفريقيا والنرويج وهونغ كونغ والمملكة المتحدة. بالإضافة إلى ذلك، حققت المذاهب القضائية الغرض ذاته، لا سيما في الولايات المتحدة من خلال مذاهب «الغرض التجاري» و«المضمون الاقتصادي» التي أُسست في غريغوري ڤي. هيلفرينغ وفي المملكة المتحدة من خلال قضية رامساي. على الرغم من أن التفاصيل قد تختلف وفقًا للولاية القضائية، فإن هذه القواعد تلغي التجنب الضريبي القانوني من الناحية التقنية ولكن ليس لأغراض تجارية أو انتهاكًا لروح قانون الضرائب. تشمل الشروط ذات الصلة لتجنب الضرائب تخطيط الضرائب والإعفاء الضرائب.
استُخدِم مصطلح التجنب في الأنظمة الضريبية لبعض الولايات القضائية لتمييز التجنب الضريبي الذي توقعه المشرعون عن التجنب الضريبي الذي يستغل الثغرات الموجودة في القانون مثل التبادل المتشابه. ذكرت المحكمة العليا في الولايات المتحدة أن «لا يمكن التشكيك بالحق القانوني للفرد في خفض مبلغ ما كان يمكن أن يصبح من ضرائبه أو أن يتجنبه بالكامل عبر وسائل يسمح بها القانون».
من ناحية أخرى، التهرب الضريبي هو المصطلح العام لجهود الأفراد والشركات والائتمانات والكيانات الأخرى للتهرب من الضرائب بوسائل غير قانونية. يمكن النظر إلى التهرب الضريبي وبعض أشكال التجنب الضريبي على أنها من أشكال عدم الامتثال الضريبي، إذ تصف مجموعة من الأنشطة غير المواتية لنظام الضرائب في الدولة.

## تدابير مكافحة التجنب
تدابير مكافحة التجنب هي قاعدة تمنع تخفيض الضريبة عن طريق الترتيبات القانونية، إذ تُوضع تلك الترتيبات لتخفيض الضرائب بشكل خالص، ولا يمكن اعتبارها كطريقة معقولة للعمل.

## الأساليب

### بلد الإقامة
يجوز للشركة أن تختار تجنب الضرائب عن طريق إنشاء شركتها أو الشركات التابعة لها في ولاية قضائية خارج الحدود (انظر الشركة خارج الحدود والتوكيل خارج الحدود). قد يتجنب الأفراد أيضًا الضرائب عن طريق نقل مكان إقامتهم الضريبي إلى ملاذ ضريبي، مثل موناكو، أو بالتحول إلى مسافر دائم. يمكنهم أيضًا تخفيض ضرائبهم عن طريق الانتقال إلى بلد ذي معدلات ضريبية منخفضة.
ومع ذلك، يفرض عدد صغير من الدول ضرائب على مواطنيها على دخلهم العالمي بغض النظر عن مكان إقامتهم. منذ عام 2012، لم تطبق هذه الممارسة سوى في الولايات المتحدة وإريتريا، بينما تطبقها فنلندا وفرنسا والمجر وإيطاليا وإسبانيا في ظروف محدودة. في حالات مثل الولايات المتحدة، لا يمكن تجنب فرض الضرائب بمجرد نقل الأصول أو الانتقال إلى الخارج.
تختلف الولايات المتحدة عن جميع الدول الأخرى تقريبًا، إذ يخضع مواطنوها ومقيموها الدائمون لضريبة الدخل الفيدرالية الأمريكية على دخلهم العالمي حتى إذا كانوا يقيمون مؤقتًا أو دائمًا خارج الولايات المتحدة. لذلك لا يمكن للمواطنين الأمريكيين تجنب الضرائب الأمريكية بمجرد الهجرة من الولايات المتحدة. وفقًا لمجلة فوربس، يختار بعض المواطنين التخلي عن جنسيتهم الأمريكية بدلًا من الخضوع لنظام الضرائب الأمريكي؛ لكن المواطنين الأمريكيين الذين يقيمون (أو يقضون فترات طويلة من الزمن) خارج الولايات المتحدة قد يكونون قادرين على استبعاد بعض الدخل الذي يحصلون عليه في الخارج (ولكن ليس أنواع الدخل الأخرى ما لم ينص على ذلك في معاهدة ضريبية ثنائية) من الدخل في حساب ضريبة الدخل الفيدرالية الأمريكية. الحد الأقصى لعام 2015 للمبلغ الذي يمكن استبعاده هو 100,800 دولار أمريكي. بالإضافة إلى ذلك، يمكن لدافعي الضرائب استبعاد أو خصم مبالغ معينة من الإسكان الأجنبي. قد يحق لهم أيضًا استبعاد قيمة الوجبات والسكن التي يقدمها صاحب العمل من الدخل. لا يسجل بعض الآباء الأمريكيين ولادة أطفالهم في الخارج لدى السلطات الأمريكية، لأنهم لا يريدون أن يُطلب من أطفالهم إبلاغ مصلحة الضرائب الأمريكية عن كل مكاسبهم ودفع الضرائب الأمريكية طوال حياتهم، حتى لو لم يزوروا الولايات المتحدة مطلقًا.

### الازدواج الضريبي
تفرض معظم الدول ضرائب على الدخل المكتسب أو المكاسب المحققة داخل تلك الدولة بغض النظر عن بلد إقامة الشخص أو الشركة. أبرمت معظم الدول معاهدات ثنائية للازدواج الضريبي مع العديد من الدول الأخرى لتجنب فرض ضرائب على غير المقيمين مرتين؛ مرة في مكان اكتسابهم الدخل ومرة أخرى في بلد الإقامة (وبالنسبة لمواطني الولايات المتحدة، ربما فُرضت ضريبة مرة أخرى في بلد الجنسية)؛ ومع ذلك، هناك عدد قليل نسبيًا من معاهدات الازدواج الضريبي مع الدول التي تُعتبر أنها ملاذات ضريبية. لتجنب الضريبة، لا يكفي عادة نقل أصول الفرد إلى ملاذ ضريبي. يجب على المرء أيضًا الانتقال شخصيًا إلى ملاذ ضريبي (والتخلي عن الجنسية بالنسبة لمواطني الولايات المتحدة) لتجنب الضرائب.

### الكيانات القانونية
يمكن تجنب الضرائب الشخصية قانونًا بدون تغيير بلد الإقامة (أو دون التخلي عن الجنسية إذا كان مواطنًا أمريكيًا) عن طريق إنشاء كيان قانوني مستقل عن ممتلكات الشخص يتم التبرع به. غالبًا ما يكون الكيان القانوني المستقل شركة أو صندوقًا ائتمانيًا أو مؤسسة. قد تكون موجودة أيضًا في خارج الحدود، كما في حالة العديد من المؤسسات الخاصة. تُنقل الأصول إلى الشركة الجديدة أو الصندوق الائتماني بحيث يمكن تحقيق مكاسب أو اكتساب دخل ضمن هذا الكيان القانوني بدلًا عن تحقيقه من قبل المالك الأصلي. إذا حُوّلت الأصول مجددًا في وقت لاحق إلى الفرد، فإن ضرائب المكاسب الرأسمالية ستطبق على جميع الأرباح. لا تزال ضريبة الدخل مستحقة أيضًا على أي راتب أو أرباح مستمدة من الكيان القانوني.
قد تكون هناك قيود على نوع الصندوق وهدفه والمستفيدين منه، لكي يتجنب المُسيّر (منشئ الصندوق الائتماني) الضرائب. على سبيل المثال، قد لا يُسمح لمسيّر الصندوق الائتماني بأن يكون وصيًا أو حتى مستفيدًا، وبالتالي قد يفقد السيطرة على الأصول المنقولة و/أو قد لا يكون قادرًا على الاستفادة منها.